# Iljinsko-Podomskoje
Iljinsko-Podomskoje (russisch Ильи́нско-По́домское) ist ein Dorf (Selo) in Nordwestrussland. Es gehört zur Oblast Archangelsk und hat 3682 Einwohner (Stand 14. Oktober 2010). Das Selo ist Verwaltungszentrum des 6.310 km² großen Wilegodski rajon.

## Geographie
Iljinsko-Podomskoje liegt im Südosten der Oblast Archangelsk, gut 530 Kilometer südöstlich der Oblasthauptstadt Archangelsk. Die nächstgelegene Stadt Korjaschma, befindet sich etwa 48 km nordwestlich von Iljinsko-Podomskoje. Durch das Selo verläuft der 321 km lange Fluss Wiled (Виледь).

## Geschichte
Iljinsko-Podomskoje entstand im Jahr 1379 mit der Schaffung einer Kirchengemeinde durch den russischen Missionar Stefan von Perm. Ob bereits vor der Missionierung eine Siedlung auf dem Gebiet des heutigen Selo bestand, ist nicht bekannt. Im 16. Jahrhundert geriet das Gebiet unter den Einfluss der russischen Kaufmannsfamilie Stroganow. Iljinsko-Podomskoje wurde zu einer Handelsstation für Händler auf dem Weg von Moskau nach Sibirien und wurde zum Schutz dieser zu einer Festung umgebaut.
Im Jahr 1924 wurde Iljinsko-Podomskoje Verwaltungszentrum des neu gegründeten Wilegodski rajon und wurde 1937 Teil der Oblast Archangelsk.

### Bevölkerungsentwicklung
Die folgende Übersicht zeigt die Entwicklung der Einwohnerzahlen von Iljinsko-Podomskoje.
| Jahr | Einwohner |
| ---- | --------- |
| 1939 | 745       |
| 1959 | 1.580     |
| 1970 | 1.987     |
| 1979 | 2.971     |
| 1989 | 3.365     |
| 2002 | 2.973     |
| 2010 | 3.682     |

Anmerkung: Volkszählungsdaten

## Wirtschaft und Verkehr
Die Wirtschaft von Iljinsko-Podomskoje stützt sich vorwiegend auf die Holz- und Landwirtschaft sowie die Nahrungsmittelindustrie. Die nächstgelegene Eisenbahnstation befindet sich im 33 km nordwestlich gelegenen Wiled (Станция Виледь) an der Bahnstrecke Kotlas–Mikun der Petschora-Eisenbahn.